# Новомайзасский сельсовет
Новомайза́сский сельсове́т — сельское поселение в Кыштовском районе Новосибирской области.
Административный центр — село Новый Майзас.

## География
Территория поселения общей площадью 398,44 км² расположена на расстоянии 624 километров от областного центра, в 191 км от ближайшей железнодорожной станции Чаны и в 24 километрах от районного центра, поэтому занимает невыгодное экономико-географическое расположение.

## История
Новомайзасское сельское поселение (сельсовет) образовано в 1926 году.

## Население
| 2002 | 2007 | 2010 | 2012 | 2013 | 2014 | 2015 |
| ---- | ---- | ---- | ---- | ---- | ---- | ---- |
| 637  | ↘578 | ↘474 | ↘462 | ↘459 | ↘421 | ↘411 |
| 2016 | 2017 | 2018 | 2019 | 2020 | 2021 |      |
| ↘396 | ↘380 | ↘371 | ↘360 | ↘346 | ↘340 |      |

Этнический состав населения: русские, татары, украинцы, белорусы.

## Состав сельского поселения
| № | Населённый пункт | Тип населённого пункта          | Население |
| - | ---------------- | ------------------------------- | --------- |
| 1 | Алексеевка       | деревня                         | →0        |
| 2 | Коровинка        | деревня                         | ↘92       |
| 3 | Новый Майзас     | деревня, административный центр | ↘346      |
| 4 | Шмаковка         | деревня                         | ↘36       |

Центральным селом является Новый Майзас. Деревни Алексеевка и Шмаковка относятся к малонаселённым.